# Колонія Лангехорст
Колонія Лангегорст — житловий район у муніципалітеті Кальверде, земля Саксонія-Ангальт . 

## Позиція
Колонія розташована приблизно за 1 кілометр на захід від Кемкергорста та близько 8 кілометрів на північний захід від центру міста Кальверд. Лангенхорст знаходиться на річці Оре і є найзахіднішою з кальвердських колоній у Дрьомлінгу. На півночі розташована колонія Вердер в окрузі Альтмарк, а на сході — річка Оре, на південному заході — Кемкергорст і Піплокенбург, а на південь від колонії протікає Міттелландканал.

## Історія
До 31 грудня 2009 року колонія Лангегорст була житловим районом колишнього муніципалітету Маннгаузен .

## Веб-посилання
- Колонія Лангегорст як колишній житловий район Маннгаузена
- Топографічна карта з Langehorst